# Ramón Troncoso
Ramón José Troncoso, född den 16 februari 1983 i San José de Ocoa, är en dominikansk före detta professionell basebollspelare som spelade fem säsonger i Major League Baseball (MLB) 2008–2011 och 2013. Troncoso var högerhänt pitcher.

## Karriär

### Major League Baseball

#### Los Angeles Dodgers
Troncoso draftades aldrig utan skrev på för Dodgers som free agent sommaren 2002. De första tre säsongerna spelade han på Rookie-nivån för Dodgers lägsta farmarklubb i Dominican Summer League. 2005 flyttades han upp till Pioneer League, där han var bäst i klubben med 13 saves. 2006 flyttades han upp ytterligare, till A-nivån, där han spelade i South Atlantic League och Florida State League. Han rankades det året av tidningen Baseball America som den 22:a största talangen i Dodgers farmarklubbar. 2007 spelade han i California League och på AA-nivån i Southern League.
Året efter, 2008, lyckades Troncoso ta sig in i Dodgers spelartrupp och gjorde sin första match i MLB den 1 april 2008. Han spelade inte för Dodgers hela säsongen utan spelade även på AAA-nivån för Dodgers högsta farmarklubb. Han var 2008 för Dodgers 1-1 (en vinst och en förlust) med en earned run average (ERA) på 4,26 på 32 matcher. Året efter spelade han för Dodgers hela säsongen och gjorde flest matcher i hela laget, 73 stycken. Han var 5-4 och hade en ERA på 2,72. 2010 gjorde han 52 matcher för Dodgers, men han skickades mitt under säsongen en kortare tid ned till en farmarklubb. För Dodgers var han 2-3 med en ERA på 4,33.
2011 inledde Troncoso i Dodgers högsta farmarklubb, men han fick snart chansen i Dodgers igen. Efter bara några dagar skickades han dock tillbaka till farmarklubben efter att ha gett upp tolv hits på mindre än tre innings pitched. För Dodgers spelade han 2011 bara 18 matcher och hade inga vinster eller förluster och en ERA på hela 6,75.
Även 2012 fick Troncoso börja säsongen i den högsta farmarklubben, där han sedan blev kvar hela säsongen.

#### Chicago White Sox
I november 2012 skrev Troncoso på ett minor league-kontrakt med Chicago White Sox. Han inledde säsongen i White Sox högsta farmarklubb, men blev den 6 juni uppkallad till moderklubben och gjorde sin debut för White Sox nästföljande dag. I mitten av augusti placerades han på skadelistan på grund av hjärtsäcksinflammation. Han kom tillbaka och spelade fyra matcher till i september och var under säsongen 1-4 med en ERA på 4,50 på 29 matcher. Efter säsongen blev han free agent.

#### Kansas City Royals
I mars 2014 skrev Troncoso på ett minor league-kontrakt med Kansas City Royals. Han fick dock bara spela för Royals högsta farmarklubb, där han var 1-6 med en ERA på 4,30 på 24 matcher. Han släpptes av Royals mitt under säsongen.

#### Los Angeles Dodgers igen
Inför 2015 års säsong skrev Troncoso på ett minor league-kontrakt med sin gamla klubb Los Angeles Dodgers. Denna gång fick han dock aldrig chansen i moderklubben utan spelade hela säsongen i farmarligorna. Totalt var han 5-1 med en ERA på 2,29 på 31 matcher. Efter säsongen blev han free agent.

### Liga Mexicana de Béisbol
2016 spelade Troncoso först för Leones de Yucatán i Liga Mexicana de Béisbol, som räknas som en farmarliga på AAA-nivån. I maj släpptes han och skrev i stället på för Olmecas de Tabasco i samma liga. Totalt under 2016 var han 2-1 med en ERA på 1,57 på 46 matcher. Han hade även 19 saves på 24 chanser. Han hann bara spela två matcher 2017 innan Olmecas släppte honom och han blev free agent.

## Efter karriären
Troncoso utsågs 2018 till hjälptränare, pitching coach, för Los Angeles Dodgers farmarklubb i Dominican Summer League.

## Övrigt
Troncoso kallas även "Landestoy" eftersom en tidigare Dodgersspelare, Rafael Landestoy, var hans mammas favoritspelare.